# Pseudothalmanninella
Pseudothalmanninella es un género de foraminífero planctónico considerado un sinónimo posterior de Rotalipora de la subfamilia Rotaliporinae, de la familia Rotaliporidae, de la superfamilia Rotaliporoidea, del suborden Globigerinina y del orden Globigerinida. Su especie tipo era Globotruncana ticinensis. Su rango cronoestratigráfico abarca desde el Albiense superior (Cretácico inferior) hasta el Cenomaniense inferior (Cretácico superior).

## Descripción
Pseudothalmanninella incluía especies con conchas trocoespiraladas, de forma biconvexa o espiroconvexa; sus cámaras eran subrómbicas o subcónicas; sus suturas intercamerales eran rectas o ligeramente curvas e incididas en el lado umbilical, y curvadas y elevadas en el lado espiral (carena circumcameral); su contorno era redondeado y lobulado; su periferia era aguda, con una carena bien desarrollada en las primeras cámaras; su ombligo era estrecho, bordeado por una cresta periumbilical; su abertura era interiomarginal, umbilical-extraumbilical, con forma de arco bajo generalmente asimétrica, y rodeada con un pórtico que se prolonga al centro del ombligo; parte de las sucesivas aberturas podían permanecer como aberturas suplementarias en el lado umbilical; presentaba pared calcítica hialina, macroperforada con baja densidad de poros, y de superficie lisa a punteada; una lamela o costra secundaria de superficie rugosa podía llegar a ocultar los poros.

## Discusión
Algunos autores han considerado Pseudothalmanninella un sinónimo subjetivo posterior de Rotalipora. Clasificaciones posteriores han considerado Pseudothalmanninella un género válido, y ha sido incluido en la superfamilia Globigerinoidea.

## Paleoecología
Pseudothalmanninella, como Rotalipora, incluía especies con un modo de vida planctónico, de distribución latitudinal cosmopolita, y habitantes pelágicos de aguas intermedias a profundas (medio mesopelágico superior a batipelágico superior, en o bajo la termoclina).

## Clasificación
Pseudothalmanninella incluía a las siguientes especies:
- Pseudothalmanninella klausi †
- Pseudothalmanninella ticinensis †